# Pölkenstraße 7 (Quedlinburg)

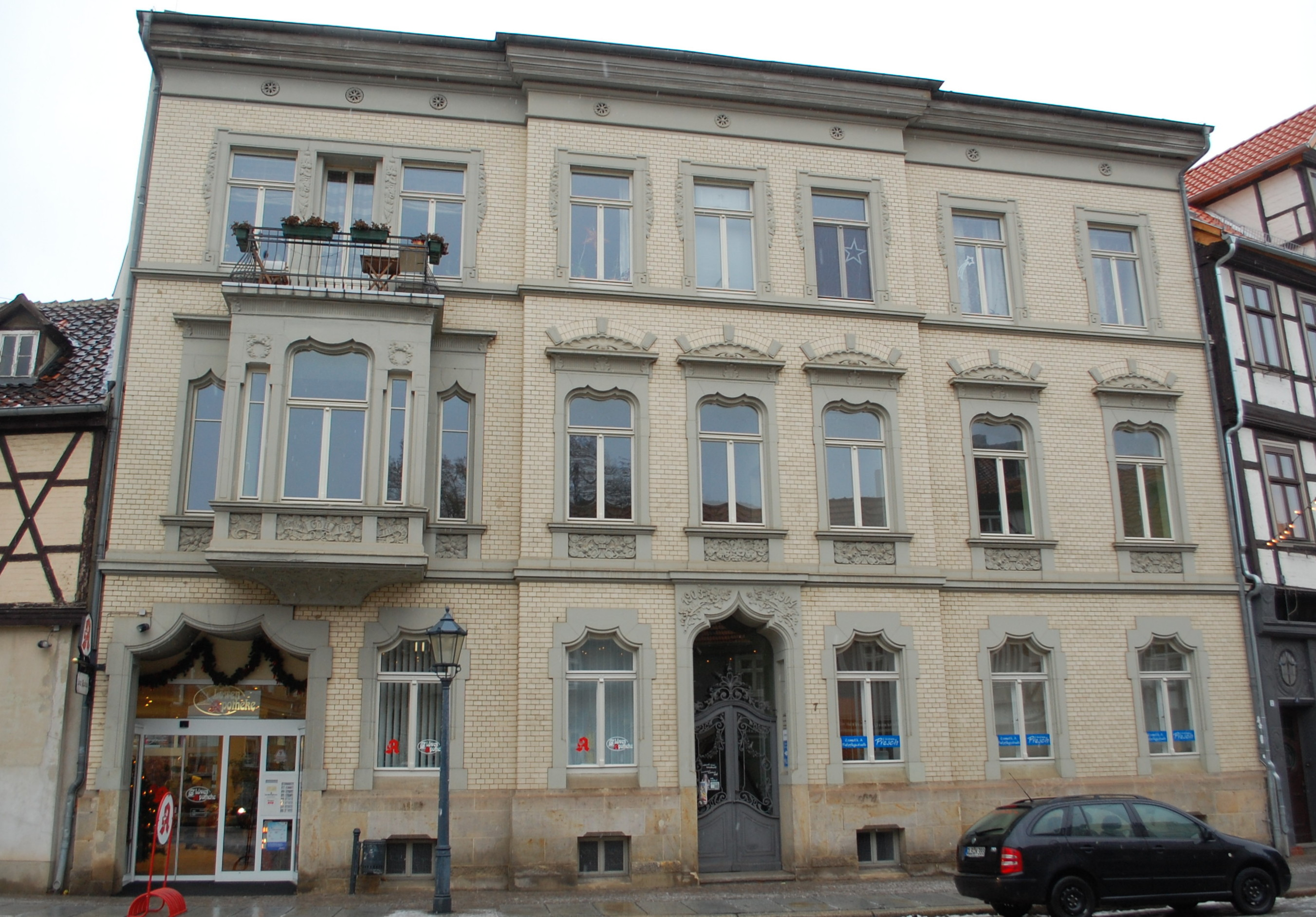
Haus Pölkenstraße 7

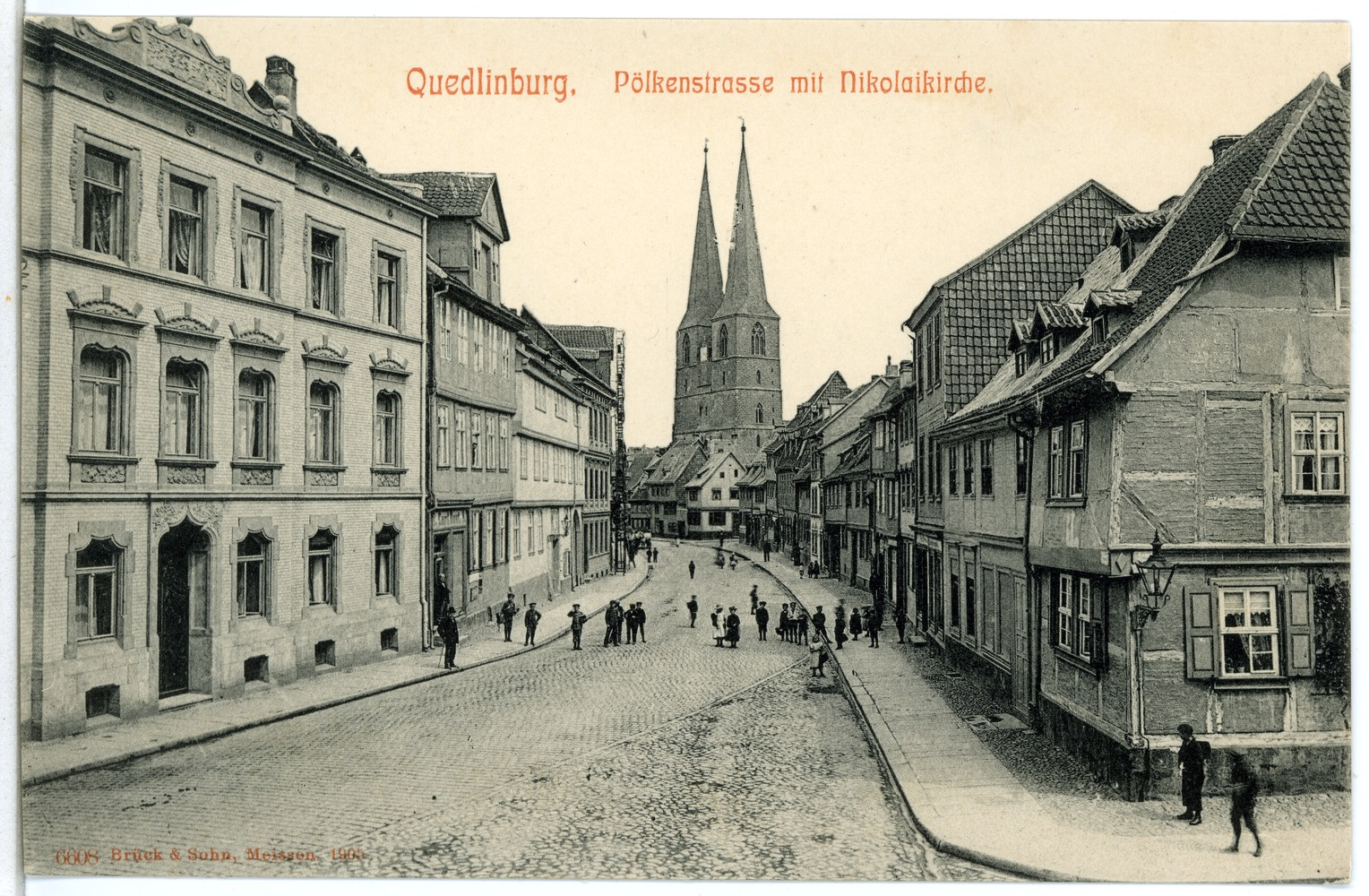
Blick in die Pölkenstraße im Jahr 1905, links das Haus Pölkenstraße 7

Das Haus Pölkenstraße 7  ist ein denkmalgeschütztes Gebäude in der Stadt Quedlinburg in Sachsen-Anhalt.

## Lage
Es befindet sich in der historischen Neustadt Quedlinburgs gegenüber der Einmündung der Kaiserstraße in die Pölkenstraße und gehört zum UNESCO-Weltkulturerbe. Im Quedlinburger Denkmalverzeichnis ist das Gebäude als Wohnhaus eingetragen. Nördlich grenzt das gleichfalls denkmalgeschützte Haus Pölkenstraße 8 an.

## Architektur und Geschichte
Das dreigeschossige Haus entstand in den Jahren 1903/04 als Mietshaus. Die Gestaltung erfolgte in Formen des Jugendstils, wobei vor allem gotisierende Elemente eingesetzt wurde. Die Fassade besteht aus Klinkern, wobei eine Gliederung durch Putzelemente erfolgt. Die symmetrische Fassade wird durch einen Mittelrisalit betont. In der südlichen Gebäudehälfte besteht im ersten Obergeschoss ein Erker.